# 福田浩大
福田 浩大（ふくだ こうた、1990年3月28日 - ）は熊本県熊本市出身の日本のフリーアナウンサー。フットメディア所属。元山陰中央テレビジョン放送アナウンサー。フリーアナウンサー（元テレビ熊本アナウンサー）の福田浩一は父。

## 来歴
父と同じく日本大学芸術学部放送学科に進み、アナウンサーを志す。
2012年に山陰中央テレビに入社（同期に山下桃）。山陰中央テレビではスポーツ中継や報道取材に多く携わったが、本格的にスポーツ実況に取り組みたいと思うようになり、2015年12月をもって山陰中央テレビを退社。
2016年5月にフットメディアに所属し、フリーのスポーツアナウンサーとして活動を行っている。

## 挿話
- 座右の銘は「天地万象皆我師」[3]。
- 2015年に山陰中央テレビを退社する際にはアナウンサーの先輩でもある父・浩一にも相談したと言うが、そのことで浩一自身も「自分はどうなの？」と自問自答するきっかけとなり、浩一もテレビ熊本を退社して独立することとなった[2]。
- 2017年11月4日に行われたブンデスリーガ第11節・ボルシアMG対マインツの試合で、GKのロビン・ツェントナー（英語版）がバックパスされたボールとペナルティスポットを見間違って空振りをする珍プレーをしてしまうが、この試合で実況を担当していた福田はこの瞬間、思わず「何をやっている!」と実況した[4][5]。
- 2021年8月28日に行われたラ・リーガ第3節・ベティス対レアル・マドリードの試合で、レアル・マドリードDFカゼミーロのスライディングタックルが勢い余って主審のアレハンドロ・エルナンデス・エルナンデスを倒してしまう。この試合を実況していた福田は「削った人が違います」とユーモラスに実況、解説を担当した福田正博も「削っちゃいけない人を削りました」と応じた[6]。

## 主な出演番組

### 現在
- スポーツ実況（サッカー・ラグビー・バレーボール・ゴルフ・テニスなど、DAZN）

### 山陰中央テレビ時代
- ニュース等（リポート担当）
- 着席! マナビーヤβ（ナレーション）